# Zodarion denisi
Zodarion denisi là một loài nhện trong họ Zodariidae.
Loài này thuộc chi Zodarion. Zodarion denisi được Spassky miêu tả năm 1938.